# Rodolfo Bernardelli
José María Oscar Rodolfo Bernardelli, plus connu sous le nom de Rodolfo Bernardelli, (Guadalajara, 18 décembre 1852 - Rio de Janeiro, 7 avril 1931) était un sculpteur et professeur d'art brésilien.

## Biographie
Né au Mexique, il a fait ses études et travaillé au Brésil, où il a été naturalisé en 1874.
Avec sa famille (son frère, Henrique Bernardelli, et Felix Bernardelli, ont été aussi des artistes), il a quitté son pays natal en 1866, pour aller au Chili puis en Argentine, pour finir par s'installer à Rio Grande do Sul puis à Rio de Janeiro.
Il passe neuf ans en Europe, où il étudie à Rome. De retour au Brésil, il devient professeur de sculpture à l'Académie impériale des Beaux-Arts et directeur de la nouvelle École nationale des Beaux-Arts, poste qu'il occupe pendant 25 ans. Il est responsable de la construction des bâtiments actuels de l'école.
Il a été l'un des grands sculpteurs brésiliens, qui a laissé une production importante. Il a exécuté les statues qui ornent l'entrée du Théâtre municipal de Rio de Janeiro, le monument à Carlos Gomes à Campinas, une statue de Pierre Ier au Musée Paulista de l'Université de São Paulo et une statue de Pedro Alvares Cabral.